# 索爾特克里克科蒙斯 (印地安納州)
索爾特克里克科蒙斯（英語：Salt Creek Commons）是位於美國印地安納州波特縣的一個人口普查指定地區。

## 人口
根據2010年美國人口普查的數據，索爾特克里克科蒙斯的面積為1.00平方千米，當中陸地面積為1.00平方千米，而水域面積為0.00平方千米。當地共有人口2117人，而人口密度為每平方千米2,117人。